# François Marie Casimir de Négrier
François Marie Casimir de Négrier (Saint Vincent, Le Mans, 27 de abril de 1788  – Paris, 25 de junho de 1848) foi um general francês, grande oficial da Legião de Honra, e veterano das Guerras Napoleónicas, da Conquista da Argélia, e das Revoluções de 1848.

## Infância e juventude
Filho de François Gabriel de Négrier (nascido em Degré, departamento de Sarthe), tenente de Mar e Guerra ao serviço da Marinha Portuguesa e de Mariana Clamousse Palyart, casados em São Paulo, Lisboa, a 3 de junho de 1787. Durante a época do Terror seu pai, retornou a Portugal, de modo a fugir às perseguições vividas. 
Com 12 anos, desloca-se a Portugal com a embaixada francesa, sob a alçada de Jean Lannes (futuro marechal). Durante a sua estadia, Lannes confia a sua educação ao seu ajudante-de-campo, Jacques-Gervais Subervie, que o faz retornar a França para continuar a sua educação.

## Guerras Napoleónicas
Devido à sua condição de nascimento, juntamente com a influência de seus tutores, e com um fervor patriótico de querer servir o Império Francês, após a batalha de Austerlitz, o jovem Négrier abandonou os seus estudos prematuramente, e alistou-se voluntariamente como soldado no 2.º Regimento de Infantaria Ligeira em setembro de 1806 e, logo de seguida, foi incorporado na 2.ª Divisão do 8.º Corpo do Grande Armée. Neste, participou no cerco de Hamelin a outubro do mesmo ano, e foi promovido a cabo a 24 de novembro. 
Passados alguns meses, continuando a campanha de Napoleão em territórios germânicos, incorporado agora no 10.º Corpo do Grande Armée, dentro do contexto do cerco de Danzig, a 20 de março de 1807, fez parte da ação da passagem da ilha de Nogat. Ação essa, cujo objetivo era cortar as comunicações do local com o mar, e cujo sucesso rendeu seis condecorações aos soldados que mais se destacaram . No dia 4 de abril, esteve também presente na batalha de Allenstein, onde a sua companhia repeliu uma coluna prussiana na península de Pilau (atual Baltiysk), forçando a coluna prussiana em debandada, capturando assim mais de trezentos prisioneiros. No dia 17, sua companhia novamente contribuiu para repelir uma coluna de russos e prussianos do local, que deixou quinhentos homens em terra.
Após a capitulação de Danzig, o regimento de Négrier, o 2.º Regimento de Infantaria Ligeira, tendo agora passado para o 2.º Corpo, Négrier, que havia sido nomeado sargento a 1 de junho,está presente, no dia 14 na batalha de Friedland, onde um fragmento de projétil o atingiu acima do olho esquerdo, no momento em que, formado em quadrado, seu regimento estava recebendo, arma na mão, todo o fogo da direita e do centro do exército russo.
Após a Paz de Tilsit, o jovem Négrier, cujo ferimento lhe valeu a dragona de alferes a 24 de junho, retornou à França e recebeu a Legião de Honra a 1 de setembro. Ele tinha, então, apenas dezanove anos e já havia completado duas campanhas em menos de um ano de serviço.

## Guerras Peninsulares
No contexto das Guerras Peninsulares, do campo militar de Rennes partiu para Espanha, sendo promovido a segundo-tenente a 7 de julho de 1808 e a tenente em 13 de novembro do mesmo ano. Participou, a 10 de dezembro, na Batalha de Gamonal, que abriu as portas de Burgos às tropas francesas, e, no dia seguinte, tomou parte no reconhecimento de San Vicente de la Barquera, nas Astúrias. Nesse episódio, em que um corpo de 10.000 espanhóis foi derrotado e disperso por apenas um batalhão da 2.ª Divisão Ligeira, composto por 1.200 homens, foi capturada uma pequena embarcação carregada de relógios. O general Michel Silvestre Brayer distribuiu-os então entre oficiais e soldados, contando Négrier entre os agraciados.
Durante as campanhas de 1809, encontrou-se nas batalha de Cacabelos, a 3 de janeiro, de Lugo, Elviña e Corunha, combates que determinaram a retirada do general inglês Moore. Em Portugal, sob as ordens do marechal Soult, participou na batalha do Vale de Monterrey, a 5 de março, e testemunhou de seguida a retirada do exército francês perante as forças combinadas de Sir Arthur Wellesley e do marechal-de-campo do exército português, William Beresford.
No dia 27 de setembro de 1810, em plena Batalha do Buçaco, Négrier foi atingido por um disparo na cabeça, no momento em que os generais Merle, Foy e Graindorge, de espingarda em punho, combatiam como simples soldados, tentando em vão suster as suas tropas na serra de Alcoba.
Promovido a capitão em 31 de julho de 1811, combateu valorosamente em Fuentes de Oñoro. Em 1812 esteve presente no Cerco de Castro e na Batalha de Arapiles, episódio que assinalou o início dos reveses franceses na Península Ibérica. Em maio de 1813 acompanhou a retirada do exército francês de Portugal até ao Ebro. No dia 21 de junho, na Batalha de Vitória, foi novamente ferido na cabeça quando defendia a ponte de Ariago e a aldeia de Abechucho, mas ainda assim manteve-se no seu posto. Mais tarde, a 31 de agosto, tomou parte na Batalha de San Marcial, onde o seu braço direito foi atravessado por uma bala.
No início da campanha de 1814, fora eleito comandante de batalhão, a 4 de outubro de 1813, tomando parte nas batalhas de Brienne, La Rothière, Champaubert e Vauchamps. Após a ocupação de Méry-sur-Seine pelo general Boyer, a 23 de fevereiro, as tropas do marechal-de-campo austríaco Schwarzenberg incendiaram a cidade, na esperança de que as chamas travassem o avanço francês. Contudo, o comandante Négrier, à frente do 2.º Regimento de Infantaria-de-Linha , lançou-se destemidamente através do fogo, atravessando a ponte em marcha acelerada, ainda que as labaredas fossem tão intensas que chegaram a inflamar e a fazer explodir algumas bolsas de cartuchos. Este ato de bravura permitiu às forças francesas regressar a Troyes, juntamente com Napoleão, a 25 do mesmo mês.
Seguiu depois o imperador na marcha sobre Soissons e, na véspera da batalha de Craonne, surpreendeu, com quinhentos homens, o acampamento russo. Nesse assalto fulminante, causou numerosas baixas ao inimigo e obrigou os restantes a retirar-se para além da povoação. Napoleão, testemunha direta desse notável feito de armas, promoveu-o a oficial da Legião de Honra em 13 de março e atribuiu vinte e cinco condecorações ao seu batalhão. Foi, porém, a última vez que Négrier combateu ao lado do imperador nesta campanha.
Durante a Restauração, manteve-se em serviço. Após 20 de março, integrava, com a 2.ª Divisão Ligeira, o corpo de exército de Reille, e a 15 de junho de 1815 entrou em combate na frente de Thuin contra um corpo prussiano de 890 homens, que conseguiu repelir para além da ponte de Marchiennes. No dia seguinte, participou na batalha de Quatre-Bras e, a 18 de junho, tomou parte no assalto à floresta e ao castelo de Hougoumont, onde foi gravemente ferido, atingido na perna direita por um disparo.

## Segunda Restauração
Durante a Segunda Restauração, escapou uma vez mais à demissão, graças à sólida reputação de coragem e talento que granjeara. Entre 1816 e 1829 serviu sucessivamente como major, tenente-coronel e coronel, primeiro na Legião de Lot-et-Garonne e depois nos 54.º e 16.º Regimentos de Linha, sendo agraciado com a Cruz de São Luís a 17 de agosto de 1822.
Promovido a coronel em 22 de agosto de 1830, foi nomeado comandante do 54.º Regimento deInfantaria-de-Linha. A 18 de abril de 1834 recebeu a insígnia de Comandante da Legião de Honra e, em 22 de novembro de 1836, foi incluído na promoção a marechal-de-campo. Poucos dias mais tarde, em 8 de dezembro, assumiu o comando da subdivisão militar de Pas-de-Calais.

## Conquista da Argélia
Chamado em março de 1837 a assumir o comando de uma brigada de infantaria da divisão de Argel, permaneceu no campo de observação de Boufarik durante o mês de junho e substituiu o governador-geral na província de Argel durante a segunda expedição a Constantina.
No final de novembro, o marechal Valée confiou-lhe o governo de Constantina e respetivas dependências. Em agosto de 1838 recebeu a missão de concluir o reconhecimento da estrada entre Constantina e Stora. A sua ousada marcha por territórios onde até os turcos não ousavam aventurar-se surpreendeu os cabilas. A partir daí, sob a sua direção, iniciou-se a construção desta via militar, com vinte e duas léguas de extensão, permitindo atingir o mar em apenas três dias de marcha desde Constantina.
Nessa mesma época, o comandante de Mjez Amar foi capturado pelos Haraktas durante uma operação de reconhecimento. O general Négrier marchou contra a tribo para a punir, mas, perante a simples aparição das suas tropas, os Haraktas renderam-se e aceitaram as reparações que lhes impôs. Pouco depois, quando o ex-bey El-Hadj-Ahmed se aproximou de Constantina na esperança de surpreender a cidade, Négrier saiu-lhe ao encontro e forçou-o a retirar sem combate.
Contudo, acusações de abusos e de atos de insubordinação, considerados particularmente graves, chegaram à Câmara dos Pares e à imprensa. O marechal Valée acabou por repudiar a sua conduta, e o ministro da Guerra reconvocou-o em 18 de julho de 1838. Enquanto Valée procurava assegurar a fidelidade das tribos por via diplomática, Négrier defendia métodos de força. Ernest Mercier, na sua Histoire de Constantine, relata que “Négrier falava em cortar dez cabeças de árabes por dia, e isso não era dito em tom de brincadeira”. Devastação de plantações, incêndio de aldeias, práticas de asfixia em grutas, mutilações atrozes — cabeças de crianças espetadas em sabres, braços de mulheres amputados para a obtenção de braceletes, orelhas cortadas para servirem de brincos — tais eram, segundo as fontes contemporâneas, os métodos de Négrier. Foi então substituído pelo general Galbois, qualificado por Charles-Robert Ageron como “homem íntegro e honesto”.
Chamado de regresso a França em julho de 1838, assumiu o comando do departamento do Nord. Em janeiro de 1839 foi-lhe confiada a 2.ª Brigada da 3.ª Divisão, destacada para aquela fronteira, regressando à sua subdivisão após a dissolução do corpo de observação, a 25 de maio. No final de junho assumiu o comando da 4.ª Divisão de Infantaria em Paris, sendo destacado para o campo de manobras de Fontainebleau em 1839 e 1840. Pouco depois foi enviado em missão a Heilbronn, a fim de acompanhar as manobras das tropas do 8.º Corpo da Confederação Germânica. De novo enviado à Argélia, no final de janeiro de 1841, assumiu o comando supremo da província de Constantina.
Nessa altura, Abd el-Kader conservava ainda alguma influência junto de Msilah, a sudoeste de Sétif, que importava neutralizar. Para tal, Négrier marchou sobre Msilah em maio, à frente de uma forte coluna. A sua autoridade foi então reconhecida por El Mokrani, califa local, e por numerosas tribos que se submeteram, o que permitiu enfraquecer o califado de Abd el-Kader.
Elevado a tenente-general em 18 de dezembro de 1841, iniciou a campanha de 1842 repelindo, em janeiro, um ataque contra Msilah levado a cabo por Ben Omar, califa do emir. A 31 de maio tomou posse de Tebessa, situada trinta e cinco léguas a sudeste de Constantina, e, depois de investir as autoridades locais em nome da França, regressou à cidade, dispersando no caminho as concentrações que procuravam impedi-lo de passar.
Todavia, no final de 1842 foi novamente chamado de regresso a França pelo ministro da Guerra, Soult, pois os seus métodos voltavam a ser alvo de interpelações na Câmara dos Pares, em 16 de abril e 17 de maio desse ano. A 9 de junho, o marechal Valée confessava ter sido forçado a reprimir de novo os excessos de Négrier. Charles-André Julien, na sua Histoire de l’Algérie contemporaine, escreve: “O ministério teve de moderar o rigor deste general por meio de ordens formais”, acrescentando que, acusado de extrema crueldade, decapitações e outros “atos atrozes”, Négrier acabou por ser afastado do comando devido à gravidade das acusações.

De regresso a França em 21 de janeiro de 1843, Négrier comandou sucessivamente as 13.ª e 16.ª divisões militares, em Rennes e Lille. Foi nomeado inspetor-geral de infantaria em 1845 e 1846 e recebeu a cruz de grande-oficial da Legião de Honra em 22 de abril de 1847. Em maio de 1848, o governo provisório manteve-o no comando da nova 2.ª Divisão e, ao mesmo tempo, foi eleito representante do departamento do Nord na Assembleia Nacional.